# 156. brigada HV
156. brigada Hrvatske vojske osnovana je 21. prosinca 1991. godine, a njezin je prvi zapovjednik bio Ante Urlić. Najznačajniju ulogu odigrala je na Južnom bojištu. Imala je više uzornih operacija, najpoznatije operacije u kojima je sudjelovala su Operacija Lipanjske zore, Operacija Oslobođena zemlja, Operacija Konavle, Operacija Tigar. Brigada je imala 23 poginula pripadnika, te oko dvije stotine ranjenih što govori koliko je ova postrojba dala u obrani Domovine. Ratni zapovjednici brigade bili su još Marileo Staničić, Ante Tonći Mendeš, Mladen Antunović i Ratko Dragović – Klek.

## Ratni put
Temelj brigade bile su već ranije formirane postrojbe. Kroz prvu polovici 1991. godine ustrojavaju se rezervni sastavi MUP-a iako je taj proces bio otežan nejasnom političkom situacijom u zemlji. Uprvao iz tih snaga rezervne policije razvit će se jezgra ZNG-a u Vrgorcu i Makarskoj.
Dana 28. lipnja 1991.   na prostoru Pakline kraj Vrgorca ustrojava se 1. satnija ZNG Vrgorac pod zapovjedništvom Ante Raosa. Istodobno je i u Makarskoj krenulo formiranje 1. dobrovoljačke satnije ZNG-a, nedugo nakon toga, u kolovozu 1991. ustrojena 1. samostalna dragovoljačka bojna ZNG Makarska (zapovjednik Ivan Nemčić). Makarskom ZNG-u u rujnu 1991. pridružuju se dva voda bivše Teritorijalne Obrane (TO): Diverzantski vod i Protudiverzantski vod koji su bili pod zapovjedništvom Ante Tonći Mendeša. Postrojbe ZNG-a iz Makarske i Vrgorca formalno su bile dio 115. brigade ZNG, ali su kontakti sa Zapovjedništvo 115. brigade bili skoro pa nikakvi što je značilo da postrojbe djeluju samostalno. 
Do 21. rujna 1991. makarska bojna je narasla na 750 gardista. Prve borbene zadatke pripadnici Makarskog i Vrgoračkog ZNG-a imali su u obrani Vrlike u kolovozu 1991. godine, te pri zauzimanju vojnog objekta JNA u Baškom Polju. 14. rujna 1991. snage ZNG-a iz Vrgorca i Makarske sudjeluju u Operaciji Zelena tabla – Mala bara u kojoj je osvojena vojarna i ratna luka JNA u Pločama. Vrgorački ZNG (uz potporu policije) izravno je sudjelovao u samoj akciji dok je makarski ZNG sudjelovao u logističkom djelu, tj. preuzimanju oružja. U toj akciji zaplijenjene su veće količine naoružanja koje dijelom dobivaju i postrojbe ZNG-a Vrgorac i Makarska, nakon akcije Vrgorska četa ZNG-a prerasta u 3. bojnu ZNG-a Vrgorac. 
Nažalost u noći s 17. rujna na 18. rujna 1991. gine i prvi pripadnik brigade Mate Erceg (rođ. 1967.) iz Velikog Prologa. Dana 2. listopada snage ZNG-a iz Makarske odlaze u obranu Čepikuća i Slanoga, a uskoro im se pridružuju i snage Vrgoračkog ZNG-a. Nedugo nakon toga, 23. studenog 1991., gine pripadnik brigade Mate Vladić (rođ. 1952).
Dana 8. listopada 1991. formira se i 2. bojna ZNG-a Makarska kojom zapovjeda Ante Tonči Mendeš. Zbog narsatanja snaga Glavni stožer HV-a na prijedlog Zapovjedništva općina Makarska i Vrgorac 21. prosinca 1991. donosi odluku o ustrojavanju 156. brigade HV-a u koju su ukopljenje dvije bojne Makarskog ZNG-a (kao 1. i 2. bojna) i vrgoračka bojna ZNG-a (kao 3. bojna), te se odmah krenulo na formiranje i drugih pristožernih, pratećih i specijaliziranih postrojbi brigade. Također, sastavni dio ove brigade činile su neke elitne postrojbe koje su postepeneo uvođenje u sastva brigade kao: Jedinica za posebne namjene-JPN "Kobac", Interventni vod-IV "Lovac" (iz sastava HOS-a) i Saznajno-izvidnička postrojba-SIP "Mufloni". 
Nakon aktivne obrane na prostoru Bistrine, Visočana, Topola i Imotice, te potpisivanja ˝Sarajvskog primirija˝ snage brigade u veljači 1992. izmještaju se na područje grada Metkovića i tu vrše obrambene zadaće. U ožujku 1992. JNA kreće u napad na dolinu Neretve iz pravca Bosne i Hercegovine pa je cijela 156. brigada angažirana u obrani šireg područja Neretve. U travnju 1992. snage 156. brigade angažiran se kao pomoć HVO-u u obrani Čapljine i Stoca, dok je 3. vrgoračka bojna u obrani općine Neum. U tom periodu postrojbe 156. brigade branile su i strateški važnu kotu Čavaška gradina, te prostor Hrasnog.
U lipnju 1992. postrojbe 156. brigade sudjeluju u velikoj oslobodilačkoj akciji nazvanoj: Operacija Lipanjske zore u kojoj je oslobođen prostor Stoca, Čapljine i Mostara, te je uklonjena opasnost za grad Metković i dolinu Neretve. Brigada nije imala gubitaka u akciji osim nekoliko ranjenih vojnika. 18. lipnja 1992. predsjednik Tuđman izdaje zapovijed o demobilizaciji dijela pričuvnog sastva HV-a pa je 30. lipnja 1992. skoro cijela brigada demobilizirana, osim stotinjak vojnika koji su ustrojeni u Taktičku grupu 156. brigade, TG-156. 
TG sudjeluje u operacijama oslobađanja Dubrovačkog zaleđa, npr u Operacija Oslobođena zemlja, Operacija Tigar, itd. Prilikom operacije Oslobođena zemlja gine pet pripadnika brigade: Boro Bandić, Roso Markica – Visky, Tomislav Skočibušić – Tomo i Stipe Ursić – Bato pripadnici specijalne postrojbe ˝Kobac˝ 156. brigade HV-a i pripadnik 3. bojne 156. brigade HV-a Marin Franić. 
U listopadu 1992. ponovno se mobilizira 156. brigada za zadaće obrane Konavla,a brigada je dobila i novog zapovjednika; Marilea Stančića. Dana 23. listopada brigada preuzima obranu Žiča pa do sela Kuna, na državnoj granici s BiH. Zapovjedno mjesto brigade je bilo u selu Obod, a izmješteno zapovjedno mjesto (IZM) u selu Stravča. 8. studenog 1992. Hercegovački korpus VRS topnički je napao položaje 156. brigade kod Stravče, tom prilikom gine izvidnik Igor Juraković (rođ. 1960.), a više vojnika je ranjeno. Neprijatelj je stalno topnički djelovao, te ponekad pokušavao ubaciti izviđačko-diverzantske grupe ali bez uspjeha. Nakon povlačenja snaga 1. gardijske brigade ˝Tigrovi˝ početkom 1993., 156. brigada kao najveća postrojba na tom području je uz 163. brigadu postala glavni oslonac obrane Dubrovnika i šire okolice. 15. siječnja 1993. prilikom izviđanja gine časnik Sretan Stančić (rođ. 1961.), a dvojica vojnika su ranjena. 
Od listopada 1992. više nije bilo većih sukoba ali su česti bili topnički udari na naše snage, a povremeno je dolazilo i do manjih pješačkih sukoba. U jednom takvom sukobu 16. svibnja i 17. svibnja 1993. pogibaju Ante Ujević (rođ. 1954.), te Stanko Blagojević (rođ. 1971.). 1994. godina je prošla bez većih sukoba, ipak te godine brigada je imala tri poginula (Dražen Jakir, Željko Jelović i Ivica Maleš) i više desetaka ranjenih pripadnika. Vrijeme bez značajnijih ratnih djelovanja iskorišteno je za popunu, obuku i preustroj brigade. 15. kolovoza 1994. dolazi do velikog preustroja brigade koja tada prelazi u domobransku pukovniju kojoj se priključuje i Omiška bojna HV-a.
Sastav 156.domobranske pukovnije HV-a 1995 godine:
- 1. bojna – Makarska
- 2. bojna – Omiš
- 3. bojna – Vrgorac
- Protuoklopna baterija (POB) "Kojoti"
- Topničko-raketni divzijun

Godina 1995. donijela je posljednje iskušenja brigadi. nakon što je uspješno provedena Operacija Oluja snage Hercegovačkog korpusa 12. kolovoza 1995. kreću u ofenzivu s ciljen izbijanja na more. Prvog dana ofenzive srpsko topništvo je ispalilo više od 1500 projektila na položaje HV-a u Konavlima, a VRS je pješaki napla položaje 156. dp kod Ivanova Križa i Kupljenove Glave koji su odbijeni. Sllijedećih dvadeset i jedan dan VRS je neprestano topnički i ponekad pješaki napadala položaje postrojbi HV-a u Konavlima, a najčešće položaje 156. domobranske pukovnije. Poslijedni napad je odbijen 2. rujna 1995. nakon čega je nastupilo zatišje duž cijelog bojišta. Prilikom ove ofenzive na položaju kod Ivanova Križa 18. kolovoza 1995. poginuo je vojnik Ivan Družić (rođ. 1956.), pripadnik omiške bojne. 
Dana18. rujna 1995. zapovjednik brigade postaje Ratko Dragović – Klek, izmjene su izvršene u sklopu planiranje akcije Burin čiji je cilj bilo oslobađanje Trebinja ali do operacija nikada nije došlo zbog kraja rata. 5. listopada 1995. 156. dp preuzima nove položaje: pogranični pojas s Crnom Gorom, na te položaje je izmještena 1. bojna dok je ostatak pukovnije i dalje bio u Konavoskim brdima.  11. studenog 1995. pogiba vojnik Dragan Tolić (rođ. 1973.) kao posljednja žrtva u ratu. Na tim položajima 156. domobranska pukovnija dočekala je i kraj rata, posljednji pripadnici povučeni su s položaja 2. veljače 1996. kada osiguranje istih preuzela granična policija, tada dolazi i do potpune demobilizacije pukovnije.         
U brigadu je od samog početka bilo uključeno 2.000 boraca iz Makarske i Vrgorca. Tijekom djelovanja na Južnom bojištu iz Splita, Sinja, Omiša i Kaštela, sveukupno je kroz postrojbu prošlo 5.000 boraca, od toga oko 1000 dragovoljaca.

## Bojišnice
- Sinj
- Štedrica
- Visočani
- Slano
- Zaton
- Dubrovnik
- Konavoska Brda

## Rat u BiH
Brigada se borila i u Bosni i Hercegovini. Sudjelovala je u obrani Čapljine, Stoca, Mostara, itd.